# Fiebre Tsutsugamushi
La fiebre Tsutsugamushi o fiebre de los matorrales es una forma de tifus causada por el parásito intracelular Orientia tsutsugamushi, una α-proteobacteria Gram negativa de la familia Rickettsiaceae, que fue aislada e identificada en 1930 en Japón.
Si bien la enfermedad es similar en presentación a otras formas de tifus, su patógeno no se encuentra incluido en el género Rickettsia con la bacteria del tifus propiamente dicho, sino en Orientia. Por ello la enfermedad a menudo es clasificada en forma separada de los otros tifus.

## Causas y distribución geográfica
La fiebre Tsutsugamushiis es transmitida por algunas especies de ácaros trombiculidos ("ácaros de la cosecha", en particular Leptotrombidium deliense), que se encuentran en zonas de matorrales espesos. La picadura de este ácaro deja una lastimadura negra característica que el médico utiliza como ayuda en su diagnóstico.
La fiebre Tsutsugamushi es endémica de una zona denominada el triángulo tsutsugamushi (en referencia al O. tsutsugamushi). La misma abarca desde el norte de Japón y este de Rusia por el norte, hasta los territorios alrededor del Mar de Salomón in el norte de Australia por el sur, y hasta Pakistán y Afganistán por el oeste. Fuera de este triángulo, a partir del año 2006 se han descubierto casos similares en el archipiélago de Chiloé, en el sur de Chile, y se postula que podría tratarse de una nueva especie de Orientia.
Se desconoce la incidencia precisa de la enfermedad, ya que no existen elementos de diagnóstico en gran parte del amplio rango en la que es nativa que abarca vastas regiones de jungla tropical y subtrópicos. En las zonas rurales de Tailandia y en Laos, el tifus murino y la fiebre Tsutsugamushi representan un cuarto de todos los casos de adultos que concurren al hospital con fiebre y cultivos de sangre negativos
 La incidencia en Japón ha disminuido a lo largo de las últimas décadas del siglo XX, probablemente a causa de una menor importancia de las labores agrícolas, y numerosas prefecturas informan sobre menos de 50 casos por año.

En Corea afecta más a las mujeres que a los hombres, pero en cambio ello no es así en Japón, y se ha conjeturado que se debe a los roles que las diversas culturas asignan a los sexos donde a veces las mujeres cuidan de las huertas con mayor frecuencia, y por lo tanto quedan expuestas a material vegetal habitado por ácaros.
La incidencia se encuentra en aumento en la zona sur de la península de la India.